# Autoroute A104 (France)
Pour les articles homonymes, voir A104.

L'autoroute A104 constitue l'un des tronçons de la Francilienne, succession de voies rapides contournant Paris à une distance de trente à quarante kilomètres. En 2022, la Francilienne n'est pas terminée. Il manque une partie à l'ouest, permettant de relier l'A10 et la zone de Pontoise. Certaines de ses portions sont aussi communes avec les routes et autoroutes radiales de la région parisienne.

## Consistance
L'autoroute A104 proprement dite s'étend de Épiais-lès-Louvres, dans le Val-d'Oise à Compans et de Mitry-Mory à Collégien en Seine-et-Marne. Le bouclage autoroutier de la Francilienne dans cette zone n'est pas programmé et cela impose le transit par la RN 2, de Compans à Mitry-Mory.

## Projet

### De l'A115 à l'A13
Avant que le tracé vert (franchissements successifs de la Seine) soit choisi, en 2006, cinq tracés pour prolonger la Francilienne (N104 Ouest ou A104 Ouest) jusqu’à l’autoroute A13 étaient proposés dans le cadre du débat public : le tracé violet (grand contournement de Cergy-Pontoise jusqu’à Gargenville), le tracé noir (rénovation de la N184), le tracé rouge (franchissement de l'Oise et de la Seine), le tracé vert (desserte d'Achères) et le tracé bleu (traversée de la forêt de Saint-Germain-en-Laye).
En 2038, l'État indiquera souhaiter prolonger l'A104 de l'échangeur de Méry-sur-Oise jusqu'à Achères puis à Orgeval et pour finir jusqu'à l'A13. Ce tracé correspond à celui conçu dans les années 1970 ; il traverserait certaines zones d'habitation de Conflans-Sainte-Honorine et d'Éragny, fortement urbanisées depuis.
Une enquête publique doit commencer, sans calendrier précis. Les premiers débats publics se heurtent à une forte opposition liée à l'impact sociétal et environnemental du projet. Le projet vient en contradiction des engagements signés à la COP21, avec une augmentation prévue de 28 % des émissions de dioxyde de carbone (CO2).
Le projet inclut la création d'un échangeur sur la commune d'Orgeval.

### De l'A13 à l'A10
Un deuxième prolongement ouest de la Francilienne entre Orgeval (Yvelines) et Marcoussis (Essonne) est impossible parce que les sites de la vallée de Chevreuse et de la plaine de Versailles ont été classés comme patrimoine culturel et naturel. Toutefois, pour rejoindre les deux extrémités de cette rocade routière, il faudra emprunter l'A13, l'A12, la N12 et la N118.

### Contournement de l'aéroport Charles-de-Gaulle
L'autoroute A104 a été prolongée de 9km dans la partie nord-est de Paris. Elle a fait l'objet de travaux, pendant 4 ans, accompagnés de ceux de la voirie départementale en direction de Meaux, pour 7km, dont le raccordement, à l'est de Claye-Souilly, sur la RN3 se fait attendre. L’ensemble des voies a été ouvert à la circulation le 15 novembre 2023. Cette opération a consisté à créer une autoroute entre l'autoroute A1 et, provisoirement, avec la route nationale 2 — et une route départementale pour assurer les dessertes locales — ainsi que trois échangeurs autoroutiers, le premier pour assurer la liaison avec l'autoroute A1, le deuxième à hauteur du Mesnil-Amelot et le dernier pour faciliter l'accès à l'aéroport depuis sa partie est. Ce contournement nord-est reclasse la partie comprise entre l'échangeur A1-A3 et l'échangeur A104-N2 en autoroute A170. Cette autre autoroute mesure huit kilomètres et reprend exactement l'ancien tracé de l'A104 entre ces deux échangeurs.

## Échangeurs

### De A1 (N104) à N2(Contournement Est de Roissy)
- Échangeur entre A1, N104 et A104 : Lille, Paris, Senlis, Goussainville, Louvres, Amiens (A16), Cergy-Pontoise (A15)
- Passage du département du Val-d'Oise au département de Seine-et-Marne
- 100 Ch-de-Gaulle - Zone centrale (D212) : Mauregard, Le Mesnil-Amelot, Moussy-le-Neuf, Ch-de-Gaulle
- 101 Ch-de-Gaulle : Ch-de-Gaulle
- 102 Ch-de-Gaulle - Zone Cargo (D84) : Juilly, Tremblay-en-France, Ch-de-Gaulle, Centre commercial régional Aéroville
- Échangeur entre A104 et RN 2 : Soissons, Villepinte, Aulnay-sous-Bois, Marne-la-Vallée (A4), Lyon (A5), Dammartin-en-Goële, Saint-Mard

 A104 devient D 212

### De N2 à A4
- Échangeur entre A104, A170 et RN2 : Soissons, Dammartin-en-Goële, Z.I. Mitry-Compans, Aulnay-sous-Bois, Villepinte, (A1) Paris, Lille, Ch-de-Gaulle, Amiens (A16)
  -  2 × 2 voies
- 5 Mitry-Mory : Villeparisis - Gare, Mitry-Mory
- 6a Villeparisis : Bobigny, Villeparisis - centre (quart-échangeur)
- 6b Meaux ( Échangeur entre A104 et RN3) : Meaux, Claye-Souilly (demi-échangeur)
- 6 Villeparisis : Bobigny, Villeparisis - centre (demi-échangeur)
- 7 Claye-Souilly : Chelles, Claye-Souilly, Thorigny-sur-Marne, Pomponne, Le Pin[N 2]
  -  Aires de service Villevaudé (dans chaque sens)
- 8 Villevaudé : Meaux, Villevaudé, Base de loisirs de Jablines (demi-échangeur)
  -  2 × 3 voies
- 9 Chelles (RD 934) : Chelles (demi-échangeur)
- Échangeur entre A104 et RD 934 : Marne-la-Vallée - Val de Lagny, Lagny-sur-Marne, Coulommiers
- 10 Vaires-sur-Marne : Val Maubuée - Nord, Saint-Thibault-des-Vignes, Vaires-sur-Marne, Parc de loisirs de Torcy
- 11 Collégien : Val Maubuée - centre, Val de Bussy, Torcy, Collégien, Centre commercial
- Échangeur entre A104, A4 et RD471 (échangeur de Collégien) : Metz, Nancy, Reims , Val d'Europe, Lyon (A6), Troyes (A5), Évry, Sénart, Paris - Porte de Bercy, Val Maubuée - sud, Gretz-Armainvilliers, Tournan-en-Brie, Collégien-Z. A.

### De A13 (Orgeval) à N184 (Méry-sur-Oise) (en projet)
- Échangeur entre A13, A14 et A104 : Versailles, Paris - Porte de Saint-Cloud, Saint-Quentin-en-Yvelines (A12), Paris - Porte Maillot, Nanterre, La Défense , Caen, Le Havre, Rouen , Orgeval (en projet)
- 76 Triel-sur-Seine (D190) : Triel-sur-Seine, Carrières-sous-Poissy (en projet)
- 77 Vernouillet (D55) : Chanteloup-les-Vignes, Vernouillet, Meulan-en-Yvelines, Les Mureaux, Carrières-sous-Poissy (en projet)
- 78 Acherès-Sud (D30) : Poissy, Achères (en projet)
- 79 Acherès-centre (D30) : Achères (en projet)
- 80 Conflans-Rive Gauche (D184) : Conflans-Sainte-Honorine, Saint-Germain-en-Laye, Forêt de Saint-Germain (en projet)
- 81 Conflans-centre (D48) : Conflans-Sainte-Honorine, Maurecourt (en projet)
- 82 Neuville-sur-Oise (D203) : Cergy, Neuville-sur-Oise (en projet)
- 83 Conflans - Z.A : Z.A Les Boutriers Centre Aquatique, Conflans-Sainte-Honorine (en projet)
- 84 Saint-Ouen-l'Aumône (D184) : Pontoise, Saint-Ouen-l'Aumône, Éragny, Jouy-le-Moutier (en projet)
- Échangeur entre A15 et A104 : Paris - Porte de Clichy, Rouen (RN14), Cergy-Pontoise, Argenteuil, Dieppe (en projet)
- 85 Pierrelaye : Pierrelaye - P.A Des Béthune (en projet)
- Échangeur entre A115 et A104 (échangeur de Méry-sur-Oise) : Paris (A15), Taverny, Bessancourt (en projet)

 A104 devient N 184, N 104

## Autoroute A170
L'autoroute A170 correspond à un ancien tronçon de l'A104 entre Gonesse (A1) et Mitry-Mory (RN 2/A104) avant la mise en service du contournement Est de Roissy. 

### Échangeurs
- Échangeur entre A1 - A3, D170 et A170 : Paris, Saint-Denis, Bobigny, Garonor, Lille, Ch.de.Gaulle, Sarcelles, Gonesse
- 1 Parc des Expositions Paris-Nord 2/ Exposants (D40N) : Z.I. Paris-Nord 2 / Parc des expositions de Paris-Nord Villepinte (exposants, livraisons), Parc départemental du Sausset, Circuit Carole, Aulnay-Z.I
  -  2 × 3 voies
- 2 Parc des Expositions Paris-Nord 2 / Visiteurs : Parc des Expositions Paris-Nord 2 (visiteurs) (trois-quarts-échangeur)
- 3 Aulnay-sous-Bois (RD932) : Aulnay-sous-Bois (demi-échangeur)
- 4 Villepinte (D40N) : Sevran, Villepinte, Tremblay-en-France
- Passage du département de la Seine-Saint-Denis au département de Seine-et-Marne
- Échangeur entre A170, A104 et RN2 : Marne-la-Vallée, Soissons, Dammartin-en-Goële, Z.I. Mitry-Compans, (A1) Lille, Ch-de-Gaulle